# The Screaming Blue Messiahs
The Screaming Blue Messiahs est un groupe britannique de punk rock, originaire de Londres, actif entre 1983 et 1990. Le groupe émerge dans le sillage des scènes pub rock et punk qui étaient très présentes sur le circuit musical de la capitale britannique à la fin des années 1970 et au début des années 1980. Le groupe, un power trio classique, compte trois albums sur des labels majeurs. Ils effectuent de nombreuses tournées en Europe, en Amérique du Nord et en Australasie, s'attirant les faveurs de la critique pour leur mélange agressif de rhythm and blues, de punk et de rockabilly.

## Histoire

### Débuts
Avant de fonder les Screaming Blue Messiahs, ses trois membres avaient joué ensemble sous le nom de The Small Brothers. Thompson et Carter faisaient partie du groupe Motor Boys Motor, influencé par Captain Beefheart ; avec Tony Moon au chant, ils enregistrent plusieurs titres sous ce nom le 24 août 1981 pour l'émission de John Peel sur BBC Radio 1 et sortent un album éponyme. Au départ, après que Harris rejoint Carter et Thompson, le groupe continue brièvement à se produire sous le nom de « Motor Boys Motor ». Selon Carter, le nom final est choisi sur la suggestion de Ted Caroll, de Ace/Big Beat, qui était préoccupé par le fait que la proposition initiale du groupe, « The Blues Messiahs », sonnait trop pub rock.
Carter utilise un style de guitare rythmique, influencé par le blues, utilisant principalement des guitares Fender Telecaster avec deux amplificateurs combo : un Mesa Boogie et un HH équipé de haut-parleurs Gauss. Pour ses incursions occasionnelles en slide, il préfère « le pied de micro, ou tout ce qui est à portée de main », et n'utilise les open tunings que « lorsque les cordes s'ouvrent par accident ».
Avec un style musical décrit comme « rockabilly from hell » et une forte passion pour l'americana, les voitures, les armes à feu, les avions et l'évangélisation, le groupe sort le mini-album Good and Gone sur Big Beat Records. Ses six chansons, qui avaient été sélectionnées parmi onze enregistrées au printemps 1984 avec le producteur Vic Maile lors d'une session aux Elephant Studios à Wapping, Londres, incluaient une reprise de You're Gonna Change de Hank Williams. À sa sortie, l'EP entre dans le top 20 du classement des disques indépendants au Royaume-Uni, où il est reste pendant six mois.
Les Screaming Blue Messiahs jouent leur premier concert officiel au Downstairs at the Clarendon, à Hammersmith, Londres, le 11 juin 1984. Le 24 juillet 1984, ils interprètent les chansons Good and Gone, Someone to Talk to, Tracking the Dog et Let's Go Down to the Woods and Pray lors de leur première session enregistrée pour l'émission de John Peel sur BBC Radio 1. Diffusée le 2 août, la session s'avère si populaire qu'elle donne lieu à deux sorties chez la BBC, l'une sous la forme d'un CD 4 titres et l'inclusion ultérieure de Good and Gone sur un sampler des Peel Sessions.

### Signature en major et succès
En janvier 1985, le groupe signe chez WEA. Le label réédite le mini-album Good and Gone, et le groupe commence à travailler sur Gun Shy, leur premier album studio, produit par Vic Maile.
Jim Betteridge commente le style de jeu de Carter dans le magazine International Musician en disant qu'il « [jouait] sans médiator, écrasant la chair de ses doigts sur les cordes sans se soucier de leur mortalité. On peut souvent voir des éclaboussures de sang sur la plaque de frottement - ou à l'endroit où se trouverait la plaque de frottement si elle n'avait pas été enlevée. Pour éviter de se raser complètement le dessus des doigts, et sans doute aussi parce qu'il aime le son, William utilise des cordes basses exceptionnellement lourdes : Rotosound (et rien d'autre ne fera l'affaire) 56, 48, 28, 16, 13 et 12. Mais il leur donne une telle raclée sonore qu'une corde casse tous les deux numéros et souvent une par numéro, et je ne parle pas seulement des cordes supérieures ; Es et As s'en chargent et tout le reste. Pour reprendre les mots de son roadie, « il devient complètement fou ! ».
En janvier 1988, I Wanna Be a Flintstone, une chanson retravaillée de l'album Motor Boys Motor, est sortie en single. Le disque est devenu un succès, atteignant la 28e place du UK Singles Chart. Le succès de la chanson permet au groupe d'apparaître dans l'émission Top of the Pops de la BBC et dans l'émission pour enfants No. 73 du samedi matin. Deux vidéos sont réalisées pour la chanson, toutes deux utilisant des clips de dessins animés de la série télévisée Les Pierrafeu. Le single apparait sous plusieurs formats, y compris des picture-discs et des versions remixées allongées de 12 pouces. La chanson devient le seul titre du groupe à figurer au hit-parade en Australie, où elle atteint le no 100 en avril 1988.
En raison de la popularité croissante de I Wanna Be a Flintstone, le groupe effectue de nouveau de nombreuses tournées. En février 1988, le groupe donne des concerts au Royaume-Uni, en France, en Belgique et en Allemagne. En mars, ils retournent aux États-Unis pour une longue tournée, en première partie d'Echo and the Bunnymen. En avril, ils poursuivent leur tournée à travers les États-Unis et, à la fin de l'année, ils se rendent en Finlande et donnent quelques concerts dans leur pays d'origine, la Grande-Bretagne. Commentant l'intensité caractéristique des performances scéniques du groupe à cette époque, Jon Pareles déclare que « bien que la plupart des rockers aiment à penser que leur musique est porteuse d'un sens du danger, peu de groupes s'approchent plus de la pagaille brute que les Screaming Blue Messiahs ».

### Dernier album
Leur troisième album, Totally Religious, produit conjointement par Howard Gray et Robert Stevens, est enregistré aux Miami Sound Studios et Criteria Studios à Miami, aux Alaska Studios à Waterloo, Londres et à Sheffield Recording à Phoenix, dans le Maryland, et sort en 1989. Pour soutenir la sortie de l'album, les Messiahs font une tournée au Royaume-Uni en novembre, et en décembre, ils donnent six concerts en Allemagne. Une vidéo promotionnelle pour le titre Four Engines Burning est tournée, bien qu'aucun single ne soit sorti de l'album. Les relations du groupe avec sa maison de disques se sont détériorées, ce qui entraîne le retrait de Totally Religious de la distribution un mois après sa sortie. Le groupe est retiré de son contrat, et se sépare peu de temps après, jouant son dernier concert au Subterrania Club à Notting Hill, Londres, le 5 juin 1990.

## Discographie

### Albums studio
- 1984 : Good and Gone (1984, Big Beat Records) (mini-album)
- 1986 : Gun-Shy (R.-U : no 90)
- 1987 : Bikini Red
- 1989 : Totally Religious[6]

### Singles
- 1985 : Twin Cadillac Valentine
- 1986 : Smash the Market Place
- 1986 : Wild Blue Yonder
- 1987 : Bikini Red
- 1984 : I Can Speak American
- 1985 : I Wanna Be a Flintstone (R.-U : no 28, AUS : no 100[11])

### Albums live
- 1986 : The Peel Sessions: The Screaming Blue Messiahs (Strange Fruit Records)
- 1992 : BBC Radio 1 Live in Concert (Windsong International Records)
- 2007 : Zurich 1989 (2007)
- 2009 : The Screaming Blue Messiahs – Live at the BBC (Hux Records)

### Coffrets
- 2016 : Vision in Blues (Easy Action Records)

### Apparitions sur compilations
- 1984 : Don't Let the Hope Close Down (comprend Tracking the Dog extrait de Good and Gone) (Hope Springs Records)
- 1985 : Beach Party Big Beat Compilation (comprend Tracking the Dog extrait de Good and Gone) (Big Beat)
- 1988 : The Peel Sessions Sampler[12]